# Закон про підтримку прав людини та демократії в Гонконзі
Закон про підтримку демократії та захисту прав людини в Гонконзі (англ. Hong Kong Human Rights and Democracy Act) — федеральний закон США, що передбачає накладення санкцій на китайських і гонконзьких офіційних осіб, відповідальних за порушення прав людини в Гонконзі, та інші заходи на підтримку протестного руху в цій напівавтономній китайській провінції. Підписаний Президентом США Дональдом Трампом 27 листопада 2019 у парі із законом про заборону поставок у Гонконг поліційного спорядження (сльозогінного газу, гумових куль, перцевих балончиків та електрошокерів). Документ зобов'язує Держдепартамент США не рідше ніж раз на рік доповідати Конгресу, чи зберігає Гонконг у відносинах із материковим Китаєм достатню автономію для продовження пільгових умов торгівлі зі США, які роблять Гонконг одним зі світових фінансових центрів.
Ухвалення відбулося на тлі масових протестів у місті, де з червня 2019 р. триває протистояння підтримуваної Пекіном місцевої влади та демонстрантів, які вимагають дотримання громадянських прав і демократичних свобод. За даними організаторів, у деякі дні в акціях брали участь понад мільйон людей.
На території кампуса політехнічного університету забарикадувалися кількадесят осіб, які відбиваються від поліції «коктейлями Молотова», камінням і стрілами.

## Передісторія
1984 року Велика Британія зобов'язалася передати суверенітет над Гонконгом комуністичному Китаю за умови, що ця колишня британська колонія збереже економічну незалежність і капіталістичний устрій. Коли в 1997 р. ця передача відбулася, за Гонконгом закріплювався принцип «одна країна — дві системи», який гарантує населенню цього окремого адміністративного району свободи, що не діють у КНР. Пекін пообіцяв Гонконгу «високий ступінь автономії» та широкі спеціальні права (зокрема свободу преси, зібрань і висловлення думок) до 2047 року. Проте Китай втручається у внутрішні справи Гонконгу, звужуючи автономію міста. Наприклад, «революція парасольок» 2014 р. була відповіддю на плани китайського уряду впливати на гонконзькі вибори.
2019 року Гонконг сколихнули нові протести. Місцева влада вирішила ухвалити закон про екстрадицію ймовірних правопорушників до материкового Китаю. Сприйнявши це як зазіхання на свободу, оскільки таким чином Китай міг би переслідувати опозиціонерів, жителі Гонконгу вийшли на акції протесту. 15 червня глава адміністрації Гонконгу Керрі Лам оголосила, що розгляд законопроєкту про екстрадицію до КНР відкладено на невизначений час. У жовтні міністр Гонконгу з питань безпеки Джон Лі зняв цей законопроєкт із розгляду. Однак масові виступи не припинилися. Учасники акцій протесту почали вимагати проведення демократичних реформ, запровадження загального виборчого права і відставки голови адміністрації Гонконгу Керрі Лам. Крім того, демонстранти закликають до незалежного розслідування випадків поліційного насильства на попередніх акціях. Іноді демонстрації переростали у силове протистояння з правоохоронцями. У ніч проти 18 листопада тисячі гонконзьких протестувальників намагалися вирватися з оточеної поліцією будівлі політехнічного університету. Правоохоронці у відповідь використали сльозогінний газ і почали масові затримання. Сутички стали чи не найбільшими за весь час протестів у Гонконзі.
Законопроєкт на підтримку демократії та захист прав людини в Гонконзі вперше пропонувався ще 2014 року після Революції парасольок. Потім його повторно вносили на розгляд трьох наступних сесій Конгресу, але йому не вистачало голосів. Лише в 2019 р. після планів гонконзького уряду дозволити видачу підозрюваних на запити влади материкового Китаю та подальших протестів проти цього він дістав майже одностайну підтримку в Конгресі: 19 листопада 2019 його одноголосно схвалив Сенат, ще раніше іншу редакцію цього законопроєкту схвалили в Палаті представників. 20 листопада 2019 Палата представників проголосувала за цей законопроєкт у редакції Сенату, і він надійшов на підпис президенту Трампу, який підписав його через тиждень. Ідею ухвалення такого законопроєкту підтримали активісти руху за розширення демократії й автономії Гонконгу

## Економічно-правові підстави
Політика США відносно Гонконгу обумовлюється спеціальним законом «Про політику США щодо Гонконгу» від 1992 р., який надає йому особливий статус, відмінний від решти Китаю, у питаннях торгівлі, транспорту та інших галузях. Відповідно до цього закону, Президент США може видавати укази про припинення окремих положень особливого статусу Гонконгу, якщо визнає, що територія «недостатньо автономна» від Пекіна. Таким чином, новий закон про права людини і демократію в Гонконзі вніс би зміни в той закон, поставивши його автономний статус під пильний контроль.
Із погляду бізнесу, одним із найважливіших елементів особливого статусу Гонконгу було те, що він визнається за окрему від решти Китаю митну й торговельну зону. Це означає, що, приміром, тарифи, пов'язані з торговельною війною США й Китаю, не торкаються експорту з Гонконгу.
Торгівля між Гонконгом і США у 2018 році становила, за оцінками, 67,3 млрд доларів, при цьому профіцит США становив 33,8 млрд доларів — найбільший, за даними Офісу торгового представника США, показник серед будь-яких інших держав чи територій. Якщо Гонконг стане лише черговим китайським портом, компанії, які розглядають його як посередника чи пункт перевантаження, ймовірніше за все, переведуть свій бізнес в інше місце.
Американська торговельна палата в Гонконзі заявила, що все, що змінить статус Гонконгу, не тільки матиме вплив на торгівлю США й інвестиції в Гонконг, але й пошле негативні сигнали на міжнародному рівні про ненадійність позиції Гонконгу у світовій економіці.

## Оцінки і реакції
Ініціатори законопроєктів відзначають, що мета цих законів — продемонструвати солідарність із учасниками протестів на підтримку демократії в Гонконзі, які тривають близько шістьох місяців.
За словами самого Трампа, він підписав ці закони з поваги до голови КНР Сі Цзіньпіна, Китаю і народу Гонконгу в надії, що керівники і представники Китаю та Гонконгу зможуть мирно врегулювати свої розбіжності.
Китайська влада розцінює його як втручання у внутрішні справи КНР, 28 листопада 2019 офіційний Пекін викликав посла США у Китаї Террі Бранстеда на бесіду в МЗС. Зовнішньополітичне відомство Китаю погрожує вжиттям сильних контрзаходів «для захисту національного суверенітету, безпеки та інтересів щодо розвитку, якщо США наполягатимуть на ухваленні неправильних рішень». У МЗС стверджують, що жителі Гонконгу мають «безпрецедентні демократичні права, а США переслідують лише одну мету — підірвати процвітання і стабільність у регіоні». Через підтримку протестувальників у Гонконзі Китай запровадив обмеження проти американської неурядової правозахисної організації «Human Rights Watch».  
Водночас, один із ватажків протестів у Гонконгу Джошуа Вонг назвав підписання цього законопроєкту надзвичайним досягненням.
Активісти гонконзького руху за демократію закликали Канаду теж ухвалити подібний законодавчий акт.